# Heavy Is the Head
Heavy Is the Head, abreviado como h.i.t.h na capa, é o segundo álbum de estúdio do rapper britânico Stormzy, divulgado pela distribuidora fonográfica Atlantic a partir de 13 de Dezembro de 2019. O projecto conta com participações de artistas como Aitch, Burna Boy, Ed Sheeran, Headie One, H.E.R., e ainda Yebba.
Heavy Is the Head foi apoiado por quatro singles: "Vossi Bop", "Crown", "Wiley Flow" e "Own It". O primeiro tornou-se o primeiro do artista a alcançar a liderança da tabela musical de canções do Reino Unido. O último, com participação de Sheeran, também liderou a tabela musical. O álbum, por sua vez, estreou no segundo posto da tabela de álbuns do Reino Unido, sendo impedido de dominar a tabela por You're in My Heart: Rod Stewart with the Royal Philharmonic Orchestra de Rod Stewart e tendo um desempenho melhor que o de Fine Line de Harry Styles. Não obstante, veio a liderar a tabela em meados de 2020. Além de ter recebido opiniões positivas por parte da crítica especialista em música contemporânea, o disco recebeu o certificado de disco de ouro pela British Phonographic Industry (BPI).

## Alinhamento de faixas
| Heavy Is the Head |                                                                    | |                      |         |  |
| N.º               | Título                                                             | Compositor(es) | Produtor(es)         | Duração |  |
| 1.                | "Big Michael"                                                      | Michael Omari Fred Gibson | Fred Fraser T. Smith | 2:26    |  |
| 2.                | "Audacity" (com participação de Headie One)                        | M. Omari F. T. Smith Irving Adjei | Smith                | 4:06    |  |
| 3.                | "Crown"                                                            | M. Omari James Napier Matthew James Firth Coleman                                                                                        | Napes MJ Cole        | 3:33    |  |
| 4.                | "Rainfall" (com participação de Tiana Major9)                      | M. Omari Jay Weathers Erica Campbell Tina Campbell Warryn Campbell                                                                       | J. Weathers Aod [b]  | 3:18    |  |
| 5.                | "Rachael's Little Brother"                                         | M. Omari Abdul Bello Cherise Roberts Eyobed Getachew John Horsley Michael Brown Michael Mugisha Nadia Shepherd Temi Aisida Thelma Howell | EY                   | 5:38    |  |
| 6.                | "Handsome"                                                         | M. Omari Frank Dukes KAAN Tyler Williams                                                                                                 | Dukes T-Minus        | 2:33    |  |
| 7.                | "Do Better"                                                        | M. Omari Smith | Smith                | 4:09    |  |
| 8.                | "Don't Forget to Breathe" (com participação de Yebba) (interlúdio) | M. Omari Paul Epworth | PRGRSHN Smith        | 2:21    |  |
| 9.                | "One Second" (com participação de H.E.R.)                          | M. Omari Dan Caplen Owen Cutts | Cutts Aod            | 4:01    |  |
| 10.               | "Pop Boy" (com participação de Aitch)                              | M. Omari F. Gibson Harrison Armstrong | Fred Toddla T        | 2:33    |  |
| 11.               | "Own It" (com participação de Ed Sheeran e Burna Boy)              | M. Omari Damini Ogulu Ed Sheeran F. Gibson                                                                                               | Fred Weathers [b]    | 3:37    |  |
| 12.               | "Wiley Flow"                                                       | M. Omari Getachew Fateh Mohammed Aminur Rahman Richard Kylea Cowie Jr.                                                                   | !llmind Adotskitz EY | 3:27    |  |
| 13.               | "Bronze"                                                           | M. Omari Jonathan Lee | J. Weathers Cardiak  | 2:25    |  |
| 14.               | "Superheroes"                                                      | M. Omari Alastair O'Donnell Brian Steven Harris J. Weathers Lee Natalie Jordan Nigel Philip Lowis                                        | J. Weathers Aod      | 3:32    |  |
| 15.               | "Lessons"                                                          | M. Omari Ed Thomas | E. Thomas            | 3:08    |  |
| 16.               | "Vossi Bop"                                                        | M. Omari ANDERSON Chris Andoh Dakarai Forbes                                                                                             | C. Andoh             | 3:16    |  |
| Duração total:    | Duração total:                                                     | Duração total: | Duração total:       | 53:36   |  |

| Heavy Is the Head — Faixas bónus da edição japonesa |                       |                      |                |         |  |
| N.º                                                 | Título                | Compositor(es)       | Produtor       | Duração |  |
| 17.                                                 | "Sounds of the Skeng" | M. Omari Karl Joseph | Sir Spyro      | 3:32    |  |
| Duração total:                                      | Duração total:        | Duração total:       | Duração total: | 57:40   |  |

## Desempenho nas tabelas musicais
| País — Tabela musical (2019-20)                   | Posição de pico |
| ------------------------------------------------- | --------------- |
| Austrália — Top 100 Albums Chart (ARIA)           | 11              |
| Bélgica (Flandres) — Ultratop 200 Albums          | 25              |
| Canadá — Albums Chart (Billboard)                 | 57              |
| Dinamarca — Album Top-40 (Hitlisten)              | 6               |
| Países Baixos — Album Top 100 (MegaCharts)        | 10              |
| Alemanha — Offizielle Top 100 (GfK)               | 84              |
| Irlanda — Top 75 Artist Album (IRMA)              | 3               |
| Nova Zelândia — Top 40 Albums (Recorded Music NZ) | 20              |
| Noruega — Topp 40 Albums (VG-lista)               | 13              |
| Escócia — Scottish Albums Charts (OCC)            | 5               |
| Suécia — Albums Top 60 (Sverigetopplistan)        | 34              |
| Suíça — Albums Top 100 (Schweizer Hitparade)      | 29              |
| Reino Unido — Official Albums Top 100 (OCC)       | 1               |
| Estados Unidos — Heatseekers Albums (Billboard)   | 16              |

| País — Tabela musical (2019)     | Posição |
| -------------------------------- | ------- |
| Reino Unido — Albums Chart (OCC) | 58      |

| Região — Associação (Vendas) | Certificação |
| ---------------------------- | ------------ |
| Reino Unido — BPI (100 000)  | Ouro         |